# Тайга (рапър)
Майкъл Стивънсън, по-известен като Тайга (на английски: Tyga, съкратено от Thank You God Always), (роден на 18 ноември 1989) е американски рапър с виетнамски и ямайски корени. Братовчед на Травис Маккой – вокалистът на групата Джим Клас Хироус.

## Дискография

### Албуми
Самостоятелни албуми
- No Introduction (2008)
- Careless World: Rise of the Last King (2012)
- Hotel California (2013)[6]

Съвместни албуми
- We Are Young Money (с другите изпълнители от лейбъла Young Money) (2010)

### Миксирани ленти
- Young On Probation (2007)
- No Introduction The Series: April 10 (2008)
- No Introduction The Series: May 10 (2008)
- Outraged & Underaged (2009)
- The Potential (2009)
- The Free Album (с участието на Клинтън Спаркс) (2009)
- Black Thoughts (2009)
- Fan of a Fan (с участието на Крис Браун) (2010)
- Well Done (2010)
- Black Thoughts 2 (2011)
- Well Done 2 (Finish Him) (2011)
- #BitchImTheShit (2011)
- Well Done 3 (2012)
- Fan of a Fan 2 (с участието на Крис Браун)(2015)[7][8]
- Well Done 4 (2014)

### Сингли
- Coconut Juice (с участието на Травис Маккой) (2008)
- Cali Love (2009)
- I'm on It (с участието на Лил Уейн)
- Far Away (с участието на Крис Ричърдсън) (2011)
- Still Got It (с участието на Дрейк) (2011)
- Rack City (2011)
- Faded (с участието на Лил Уейн) (2012)
- Make It Nasty (2012)
- Do My Dance (с участието на Ту Чейнс) (2012)